# Estrella Fages
Estrella Fages Gálvez (Cádiz, 25 de abril de 1962) es una ilustradora infantil y artista textil española.

## Biografía
Nace en Cádiz y se traslada muy pronto a Galicia, viendo un corto periodo en Cambados y asentándose en Ribadeo. Allí pasará su infancia, frecuentando la casa del historietista, fotógrafo y  diseñador Suso Peña. Años más tarde, a mediados de la década de los noventa, volverá a Ribadeo para aprender de Suso Peña el tratamiento digital de las imágenes y realizar la transición a los programas de ilustración.
Residente en Granada desde 1972, con períodos de trabajo en Sevilla y Costa Rica, empieza a trabajar profesionalmente en 1983 y al año siguiente es seleccionada para exponer cómo dibujante novel en el IV Salón Internacional del Cómic y la Ilustración de Barcelona.
De formación autodidacta, inició un trabajo continuado que, desde su primer libro -Pocachicha, Fernando Almena, Magisterio Español- hasta hoy, con más de 200 trabajos publicados, la ha llevado a colaborar con editoriales de España, Reino Unido y Estados Unidos (Macmillan, Oxford University Press, Richmond, Anaya, Santillana, Edelvives, Vicens Vives, Bruño, Magisterio Español, Algaida, etc.), ilustrando autores como Gloria Fuertes, Antonio Gómez Yebra, Fernando Lalana, Fernando Almena o Carlos Murciano.
También ha realizado exposiciones de ilustración y obra textil, y ha colaborado con instituciones como la Universidad de Granada, la Universidad de Wisconsin-Madison, la Universidad de Costa Rica o el Ministerio de Educación Pública de Costa Rica.

## Obra publicada (selección)

### Literatura infantil
- El viaje de Doble-P. Fernando Lalana. Magisterio español. Barcelona. 1988. [Traducido al catalán «El viatge d'en Trip»; traducido al vascuence «P-Bikoitz-en bidaia»]. Ha alcanzado la vigésima primera edición en español.
- Pocachicha. Fernando Almena. Magisterio español. Barcelona. 1988. Ha alcanzado la sexta edición en español.
- El Regreso de Doble-P. Fernando Lalana. Magisterio español. Barcelona. 1989. [Traducido al catalán «El viatge d'en Trip 2»]
- El Bandido Carahigo. Fernando Almena. Magisterio. 1989.  [Traducido al catalán «El bandoler estripabiores»]
- El genio. Fernando Lalana. Magisterio español. Barcelona. 1989.
- Tres y otros dos. Carlos Murciano. Magisterio. Barcelona. 1990.
- El coco está pachucho. Fernando Lalana. Magisterio. Barcelona. 1992
- Colección completa «el grillo». Antonio A. Gómez Yebra. Algaida. Sevilla. 1994- 2010 (13 volúmenes).
- Un meteorito muy particular. Antonio A. Gómez Yebra. Algaida. Sevilla. 1994. Colección «El grillo».
- Mario y Pillo. Antonio A. Gómez Yebra. Algaida. Sevilla. 1994. Colección «El grillo».
- Un conejo en el armario. Antonio A. Gómez Yebra. Algaida. Sevilla. 1994. Colección «El grillo».
- El quitamanchas. Antonio A. Gómez Yebra. Algaida. Sevilla. 1994. Colección «El grillo».
- El devorador de libros. Antonio A. Gómez Yebra. Algaida. Sevilla. 1994. Colección «El grillo».
- Un meteorito muy particular. Antonio A. Gómez Yebra. Algaida. Sevilla. 1994. Colección «El grillo».
- Las tres princesitas. Antonio A. Gómez Yebra. Algaida. Sevilla. 1995. Colección «El grillo».
- Patatas fritas de bolsa. Antonio A. Gómez Yebra. Algaida. Sevilla. 1995. Colección «El grillo».
- Las travesuras de Rosalía. Michel Vinaver. Editorial: Bruño. Madrid. 1996. Colección «El grillo».
- Trío de monstruos. Antonio A. Gómez Yebra. Algaida. Sevilla. 1998. ColColección «El grillo».ección «El grillo».
- Dientes relucientes. Antonio A. Gómez Yebra. Algaida: Sevilla. 1998. Colección «El grillo».
- Oreja de abeja. Antonio A. Gómez Yebra. Algaida. Sevilla. 1998.
- Trabalenguas para que se trabe tu lengua. Gloria Fuertes. Susaeta. Madrid. 1999.
- Un banco al sol. Joan de Deu Prats. Combel (Grupo Casals). Barcelona. 2000. [Traducido al catalán «Un banc al solet»] [Traducido al gallego «Un banquiño ó sol»]
- Poemas para niños (antología). Antonio A. Gómez Yebra. CEDMA. Málaga. 2003.
- The unhappy Giant. Cheryl Palin (Adaptación de la obra de Oscar Wilde). McMillan. Oxford. 2004.
- El bandido Zamarrilla. Antonio Gómez Yebra. Prensa Malagueña, S.A. - Diario Sur. Málaga. 2006.
- El Cristo de la Salud. Antonio Gómez Yebra. Prensa Malagueña, S.A. - Diario Sur. Málaga. 2006.
- Los niños del horóscopo. María del Carmen Guzmán. Diputación de Málaga. Málaga. 2007.
- ¡BU! ¡AHH! El terror en los cuentos tradicionales más populares en Andalucía [Obra colectiva]. Junta de Andalucía. Consejería de Cultura. Sevilla. 2009.
- Mi amigo listo. Antonio A. Gómez Yebra. Algaida. Sevilla. 2010.
- Las travesuras de Miguel. Antonio A. Gómez Yebra. Algaida. Sevilla. 2010.
- El abecedario de Picasso. Antonio A. Gómez Yebra. 2014.
- Babol el caracol. Lola Piera. Alfa Delta Digital. 2014.

### Libros de texto y materiales didácticos
- Lecturas globalizadas. Arboleda. 5º EGB. VV.AA. Santillana. Madrid. 1988.
- Vacaciones Santillana. Actividades Preescolar. Teresa López-Sáez y Dolores Núñez. Santillana. Madrid. 1990.
- Micho 2 -3. VV.AA. Bruño. Madrid. 1991-1992.
- Caminos para… leer y escribir (colección completa). Equipo Blanca de los Ríos. Algaida. Sevilla. 1992-1993.
- Lengua Primaria. Primer Ciclo. VV.AA. Magisterio Casals. Barcelona. 1992.
- Conocemos y caminamos con Jesús / Hablamos con nuestro padre Dios. Miguel Fernández Risco y otros. Edelvives. Zaragoza. 1996
- Happy Days. Interactive English 1 y 2. VV.AA. Richmond Publishing. London. 1997.
- Good Times1, 2, 3 y 4. Primary English and stories. VV.AA Richmond Publishing. London. 1998-1999.
- Lengua galega. 1º y3º Primaria. Equipo Edelvives. Edelvives. Zaragoza. 1998.
- New Happy Days 1 y 2 VV.AA. Richmond Publishing. London.2000.
- Lengua castellana y Literatura. Monografías 1º y 2º Secundaria Andalucía y Canarias. Salud Cózar Moreno.Oxford Educación.Madrid. 2000 – 2002.
- Bugs. Busy book 1 y 2. Carol Read & Ana Soberón. Mcmillan Heinemann. Oxford. 2004.
- Anaya en verano, 1 Educación Primaria, 1 ciclo. María Isabel Fuentes Zaragoza. ANAYA. Madrid. 2005. Incluye Un verano con Rosi. María Isabel Fuentes Zaragoza.
- Camallarg 5. Comprensió lectora. VV.AA. Vicens Vives. Barcelona. 2005.
- Aris. Carpeta Infantil 5 años. Primer trimestre. VV.AA. Editorial: Edelvives. Zaragoza. 2006.ISBN: 84-263-5982-5
- Lua 3 y 5. Lengua. Segundo Ciclo. Terceiro Curso. VV.AA. Vicens Vives. Barcelona. 2005. ISBN: 84-316-8035-0
- Bufi, llengua i literatura, 3 Educació Primària. Activitats 1. Vicens Vives. Barcelona. 2009. ISBN: 978-84-316-8664-2
- Colección «Colega Lee». Elena G. Hortelano. EDELSA. Madrid. 2009-2011.
- Proyecto PENSALO. 25 cuentos matemáticos. Encarna Castro y otros. San José de Costa Rica. Ministerio de Educación Pública. 2018.
- Proyecto PENSALO. Manual de evaluación, guía para padres y guía para maestros. Manuel Fdez. y José Gijón (Eds.). San José de Costa Rica. Ministerio de Educación Pública. 2018.

## Exposiciones y reconocimientos
- Mágica Venta de Alfarnate (historias de bandoleros en la Alta Axarquía -Málaga-). Exposición en la Antigua Venta de Alfarnate -Propietario: Fernando Nuño-. 1992.
- Libro de Hermandad (Reconocimiento en «atención a su fidelidad y amor a nuestros Sagrados Titulares y al cariño y amor que profesa a nuestra Hermandad»). Real y Excma. Hdad. de Ntro. Padre Jesús del Santo Suplicio, Stmo. Cristo de los Milagros y María Stma. de la Amargura. Hermita de Zamarrilla. Málaga. 2007
- ¡BU! ¡AHH! El terror en los cuentos tradicionales más populares en Andalucía [Exposición colectiva itinerante]. Junta de Andalucía. Consejería de Cultura. 2009-2021
- Very Important Perros (Ilustración y figuras de hombres y animales tejidos). CICREART 2017. Parque de las Ciencias. Granada.
- Apertiña. Obra textil. Universidad de Costa Rica. San José. 2018[3][4]